# Джулга
Джулга (груз. ჯულღა) — село в Грузії.
За даними перепису населення 2014 року в селі проживає 200 осіб.